# La Unión (provincie van Peru)
La Unión is een provincie in de regio Arequipa in Peru. De provincie heeft een oppervlakte van  4.746 km² en telt 14.602 inwoners (2015). De hoofdplaats van de provincie is het district Cotahuasi.

## Bestuurlijke indeling
De provincie La Uniòn is verdeeld in elf districten, UBIGEO tussen haakjes:
- (040802) Alca
- (040803) Charcana
- (040801) Cotahuasi, hoofdplaats van de provincie
- (040804) Huaynacotas
- (040805) Pampamarca
- (040806) Puyca
- (040807) Quechualla
- (040808) Sayla
- (040809) Tauría
- (040810) Tomepampa
- (040811) Toro

Arequipa · Camaná · Caravelí · Castilla · Caylloma · Condesuyos · Islay · La Unión